# Sakyō
Sakyō (左京区, Sakyō-ku) és un dels onze districtes de la ciutat de Kyoto, a la prefectura del mateix nom, al Japó.

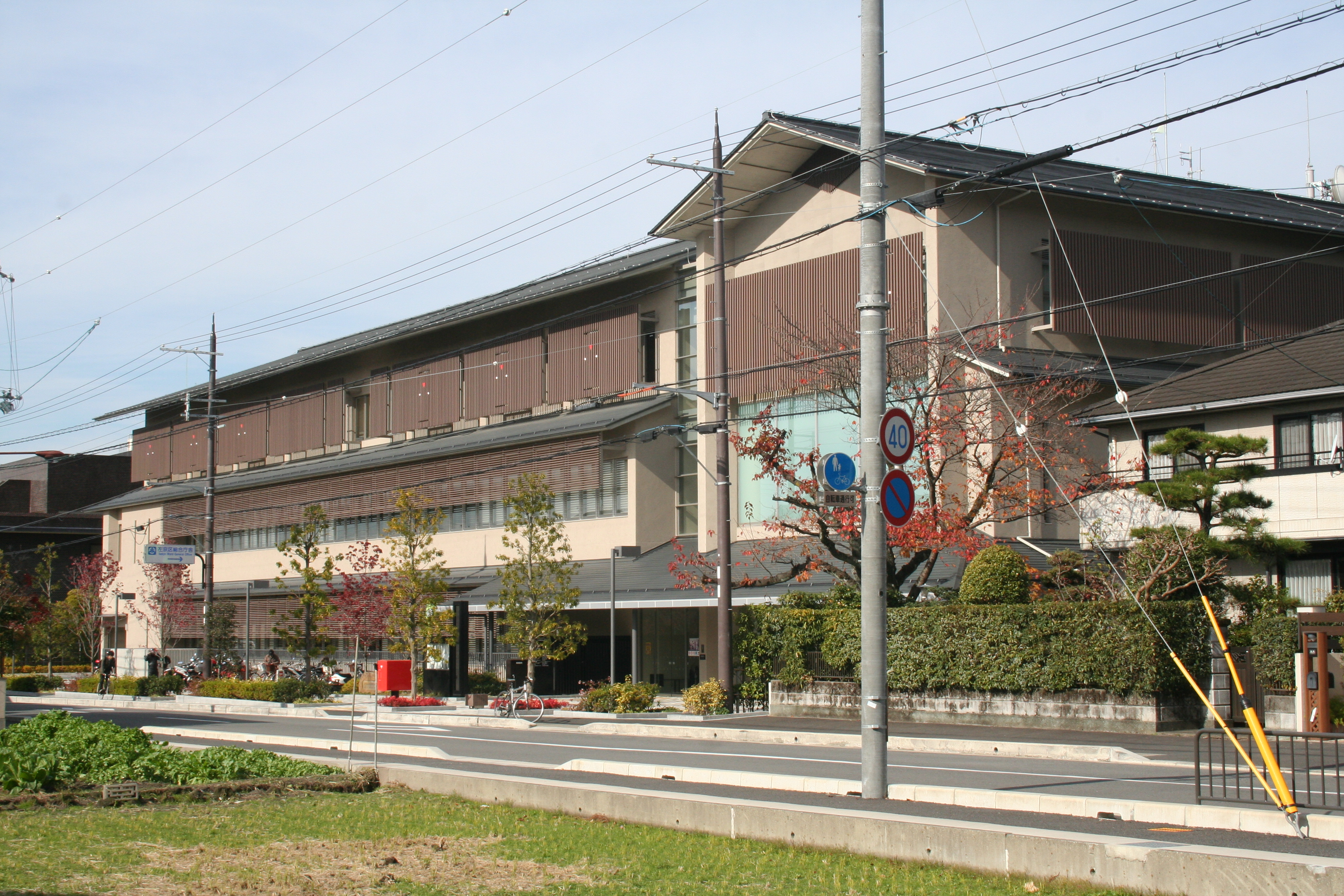
Ajuntament de districte

El seu nom, traduït al català vol dir "a l'esquerra de la capital", amb els kanjis d'esquerra (左) i capital (京). Això és perquè el Palau Imperial de Kyoto està orientat cap al sud i, per tant, aquest districte situat a l'est queda a la seva esquerra. Anàlogament, existeix el districte de Ukyō que significa "a la dreta de la capital" i se situa a l'oest.

## Geografia
El districte de Sakyō està situat al cantó nord-est de la ciutat de Kyoto. Cap a l'est, el districte limita amb la ciutat d'Otsu, capital de la prefectura de Shiga. Al sud, el carrer Sanjō separa Sakyō dels districtes de Higashiyama i Yamashina. Al nord, limita amb la ciutat de Nantan, a la mateixa prefectura de Kyoto i amb la ciutat de Takashima, a la prefectura de Shiga. Al Kyoto central, el riu Kamo passa pel límit occidental del districte.
Algunes zones del districte com Iwakura tenen controls a l'hora de la construcció d'obra nova, prohibint la construcció d'edificis de certa alçaria. Encara avui, molts camps d'arròs romanen a la zona. La zona nord del districte és muntanyosa i boscosa i la seua població viu precisament de l'indústria forestal.
Els carrers grans com els de Kawabata, Higashiōji o Shirakawa tenen el seu recorregut des del sud fins al nord. L'estació de Demachiyanagi fa de terminal tant pel trens del Ferrocarril Elèctric Keihan que venen del sud des d'Osaka com del Ferrocarril Elèctric Eizan, que vé del nord, des de Yase i Kurama.

### Barris
- Shintō (新洞)
- Kawa-Higashi (川東)
- Shōgoin (聖護院)
- Okazaki (岡崎)
- Kinrin-Higashiyama (錦林東山)
- Yoshida (吉田)
- Jōraku (浄楽)
- Kita-Shirakawa (北白川)
- Yōsei (養正)
- Yōtoku (養徳)
- Shimo-Gamo (下鴨)
- Aoi (葵)
- Shūgakuin (修学院)
- Matsugasaki (松ヶ崎)
- Iwakura (岩倉)
- Yase (八瀬)
- Ōhara (大原)
- Shizuichi (静市)
- Kurama (鞍馬)
- Hanase (花脊)
- Hirogawara (広河原)
- Kuta (久多)

## Història
El districte fou fundat l'any 1929 com una escissió del districte de Kamigyō. El nom del districte es pot traduir al català com 'a l'esquerra de la capital', però té una traducció històrica que és 'a l'esquerra de l'emperador', que ve de quan l'Emperador del Japó governava des de Kyoto i seia mirant cap al sud. Aquesta denominació realment servia per a l'est de l'actual centre de la ciutat, però aquest districte està ara fora dels límits de la ciutat original.

## Demografia
| 1920    | 1930    | 1940    | 1950    | 1960 | 1970    | 1980    |
| ------- | ------- | ------- | ------- | ---- | ------- | ------- |
| n/a     | n/a     | n/a     | n/a     | n/a  | 188.434 | 185.645 |
| 1990    | 2000    | 2010    | 2020    | 2030 | 2040    | 2050    |
| 173.282 | 171.556 | 168.802 | 165.364 | -    | -       | -       |

## Transport

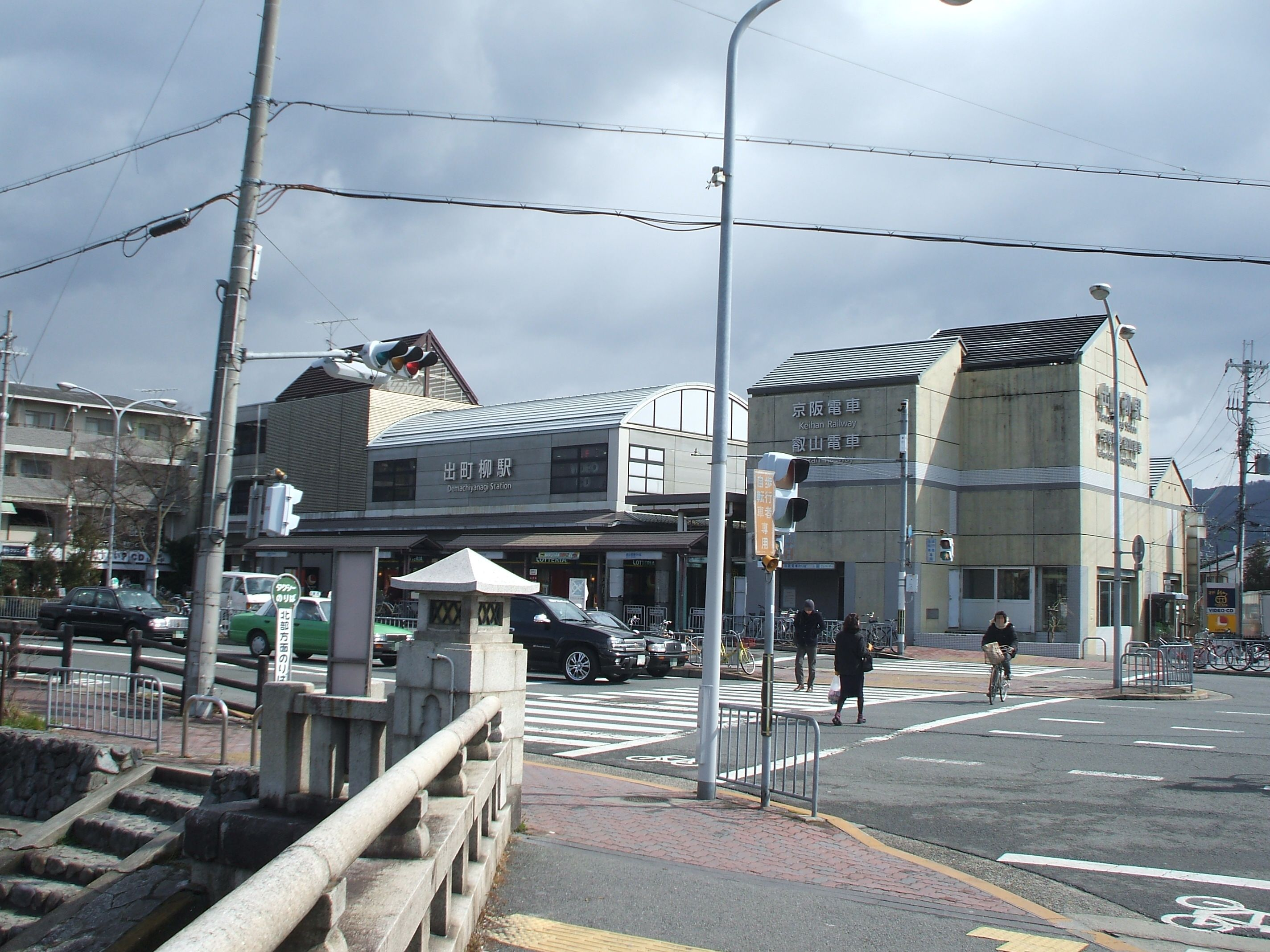
Estació de Demachiyanagi

### Ferrocarril
- Ferrocarril Elèctric Keihan
  - Demachiyanagi - Jingū-Marutamachi
- Ferrocarril Elèctric Eizan (Eiden)
  - Demachiyanagi - Mototanaka - Chayama - Ichijōji - Shūgakuin - Takaragaike - Miyake-Hachiman - Yase-Hiezanguchi - Hachiman-mae - Iwakura - Kino - Kyoto Seikadai-mae - Nikenchaya - Ichihara - Ninose - Kibuneguchi - Kurama
- Metro de Kyoto
  - Kokusaikaikan - Matsugasaki
- Ferrocarril Elèctric de Kyoto-Fukui (Keifuku)
  - Cable-Yase